# Heroes (album van Sabaton)
Heroes is het zevende studioalbum van de Zweedse heavymetalband Sabaton. Het kwam op 16 mei 2014 uit.

## Achtergrond
Heroes is het eerste album van Sabaton in de samenstelling met gitaristen Chris Rörland en Thobbe Englund en drummer Hannes van Dahl. Het werd geproduceerd door Peter Tägtren en opgenomen in Studio Abyss. De eerste single To Hell and Back werd digitaal uitgebracht op 28 maart 2014 en is verkrijgbaar op iTunes, Nuclear Blast, Amazon en Google Play. De tweede single van dit album Resist And Bite kwam alleen online beschikbaar.
- De eerste tien nummers op Heroes zijn allemaal een eerbetoon aan een militair of militairen. Achter de titels staat tussen haakjes aan wie.
- Wie de titel van nummer 11 intikt op een rekenmachine en dan het scherm omdraait, ziet daarin 'Hell' staan.
- Nummer 12 refereert aan verschillende nummers van de band Manowar.
- Nummer dertien is een cover van het gelijknamige nummer van Metallica.
- Nummer veertien is een cover van de Zweedse band Raubtier.
- Nummer vijftien is een cover van de Finse band Battle Beast.

## Nummers
| 1.                 | Night Witches (over de Nachthexen)                                                       | 3:01 |
| 2.                 | No Bullets Fly (over het Charlie Brown en Franz Stigler-incident)                        | 3:37 |
| 3.                 | Smoking Snakes (over drie leden van de Força Expedicionária Brasileira op 14 april 1945) | 3:14 |
| 4.                 | Inmate 4859 (over Witold Pilecki)                                                        | 4:26 |
| 5.                 | To Hell and Back (over Audie Murphy)                                                     | 3:26 |
| 6.                 | The Ballad of Bull (over Bull Allen)                                                     | 3:53 |
| 7.                 | Resist and Bite (over het Regiment Ardense Jagers uit mei 1940)                          | 3:27 |
| 8.                 | Soldier of 3 Armies (over Lauri Törni)                                                   | 3:38 |
| 9.                 | Far from the Fame (over Karel Janoušek)                                                  | 3:47 |
| 10.                | Hearts of Iron (over het 9e en 12e Leger)                                                | 4:28 |
| Totale duur: 36:57 |                                                                                          |      |

| 11.                | 7734       | 3:33 |
| 12.                | Man Of War | 3:48 |
| Totale duur: 44:18 |            |      |

- Deze laatste twee nummers verschijnen als bonusnummers op alle andere uitgavenversies.

| 13.                | For Whom The Bell Tolls | 5:22 |
| 14.                | En Hjältes Väg          | 4:26 |
| 15.                | Out Of Control          | 3:36 |
| Totale duur: 57:42 |                         |      |

- Deze drie nummers verschenen enkel op de Earbook editie en op de 2xcd Digi-pack album editie uitgebracht in Mexico.

## Bezetting
| Naam            | Functie                     |
| --------------- | --------------------------- |
| Joakim Brodén   | leadzanger, keyboards       |
| Pär Sundström   | bassist, achtergrondzanger  |
| Chris Rörland   | gitarist, achtergrondzanger |
| Thobbe Englund  | gitaren, achtergrondzanger  |
| Hannes Van Dahl | drummer, achtergrondzanger  |

## Gastartiesten
- Aanvullend achtergrondkoor:
  - Alle bandleden van Eternal (of Sweden): Christer Gärds, Anders Sandström, Bosse Gärds, Pontus Lekaregärd en Pelle Hindén.[1]
  - Extra achtergrondzangers: Marie Mullback, Åsa Osterlund, Hannele Junkala, Sofia Lundström en Marie-Louise Strömqvist.
- Ken Kängström als aanvullende gitarist.
- Philip Lindh op de piano bij het nummer "Ballad Of Bull" en aanvullende medewerker Daniel Beckman.

## Releasegegevens
- [2] Een zeer beperke editie waar de volgende items te vinden zijn in een kunstlederen hoes: het album, een gesigneerde kaart, een cd met vijf nummers (de laatste vijf te vinden in de lijst hierboven) en een metalen embleem. Exclusief verkrijgbaar via de Nuclear Blast postorder.
- [3] Een gelimiteerde oplage van 500 blauw-gele gespikkelde vinyls.
- [4] Een gelimiteerde Digi book editie.
- [5] Digiboek met CD & Halsketting (S-symbool van Sabaton) met een streng beperkte oplage van 1.500 exemplaren wereldwijd.
- [6] Een gelimiteerde groene vinyl editie van 300 stuks.
  - [7] De groene vinyl editie is ook verkrijgbaar in een dubbele LP formaat.
- [8] Een vouwbare LP-hoes met daarin een van de gelimiteerde heldere 100 handgenummerde vinyl LP albums.

## Hitnoteringen[9]
| Land                | Hoogste positie |
| ------------------- | --------------- |
| Nederland           | 37              |
| België (Vlaanderen) | 28              |
| België (Wallonië)   | 72              |
| Zweden              | 1               |
| Finland             | 2               |
| Noorwegen           | 13              |
| Denemarken          | 20              |
| Zwitserland         | 7               |
| Duitsland           | 3               |
| Oostenrijk          | 11              |
| Frankrijk           | 156             |

## Muziekvideo[10]
Van het nummer To Hell And Back werd ook een videoclip gemaakt, die geregisseerd werd door Owe Lingvall en geproduceerd door Bengt Larvia.